# Lynchburg (Caroline du Sud)
Pour les articles homonymes, voir Lynchburg.
Lynchburg est une ville du comté de Lee en Caroline du Sud, aux États-Unis.

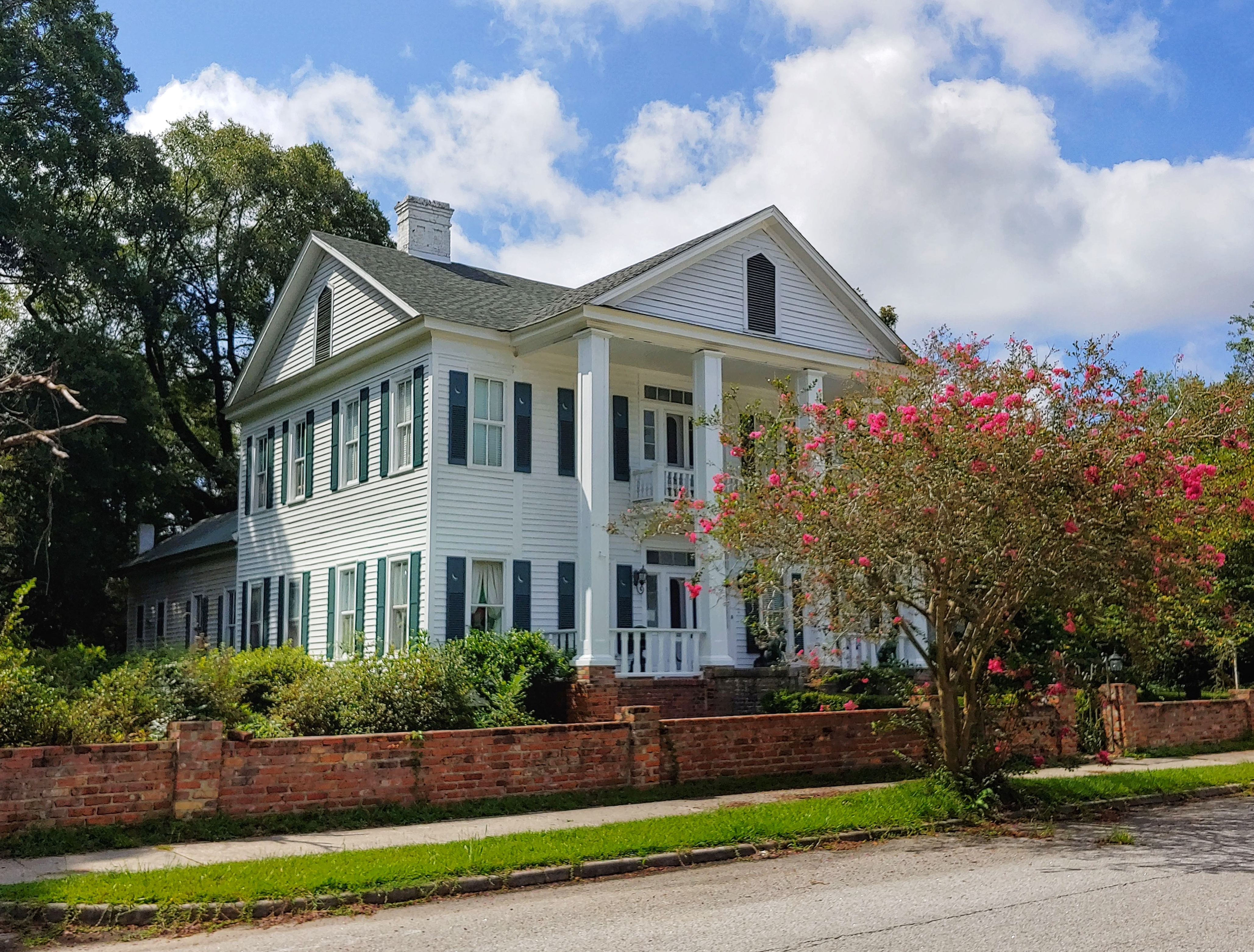
Maison historique à Lynchburg (de Style Greek Revival)

## Démographie
| 1910 | 1920 | 1930 | 1940 | 1950 | 1960 |
| ---- | ---- | ---- | ---- | ---- | ---- |
| 466  | 506  | 512  | 382  | 506  | 544  |

| 1970 | 1980 | 1990 | 2000 | 2010 | - |
| ---- | ---- | ---- | ---- | ---- | - |
| 546  | 534  | 475  | 588  | 373  | - |

## Personnalités liées à la commune
- Ellison D. Smith (1864-1944), sénateur démocrate et doyen de l'institution.